# Gómez González (Cuéllar)
Gómez González (1380?, Cuéllar - El Paular 1444) fue un religioso español, empleado en los cargos de arcediano de Cuéllar, provincia de Segovia (España), miembro de la corte pontificia del Papa Benedicto XIII y clérigo de la cámara apostólica y capellán del Papa Martín V. 

## Biografía
Nació en Cuéllar (Segovia) hacia el año 1380, en el seno de una familia nobiliaria cuyos enterramientos se ubicaban en la iglesia de San Esteban y en la de Santo Tomé, de Cuéllar. Su fecha aproximada de nacimiento se obtiene al saber que en el año 1424 contaba 45 años de edad
Se desconoce dónde cursó sus primeras letras, pero no consta que fuese en la Universidad de Salamanca, como si lo hicieron otros coetáneos. Se sabe que fue doctor en decretos, por lo que tuvo que frecuentar durante varios años alguna Universidad. Tampoco se tienen noticias de su ordenamiento como sacerdote.
Fue un buen jurista, profesión que aplicó a todas sus fundaciones redactando correctamente los estatutos que se conservan en los archivos. Supo administrar correctamente los beneficios que poseía el Arcedianato de Cuéllar (provenientes de distintas villas) y sacó gran partido de ellos para las fundaciones benéficas. Fue un personaje importante y estimado en Cuéllar.

## En la Corte de Benedicto XIII

Escudo de Benedicto XIII

A principios de 1402 entró al servicio del Papa Benedicto XIII en la corte pontificia como clérigo de la Iglesia de Segovia. A partir de entonces su carrera eclesiástica comienza a ascender, solicitando prebendas y beneficios, algunos concedidos, como el Arcedianato de Cuéllar, al que accedió el 20 de enero de 1407.
La fidelidad de Gómez González al Papa Luna le llevó a conseguir otros beneficios. El 1 de febrero de 1410 le hizo merced de un canonicato en la Iglesia de León. También le otorgó desde Peñíscola un indulto en 1411 por el cual podía percibir los frutos de sus beneficios, entre ellos, el Arcedianato de Cuéllar. La introducción de la concesión manifiesta el aprecio que sentía el Papa por Gómez González, que después del saludo en que aparece como capellán y familiar del mismo, dice:

Grata tuae devotionis et familiaritatis obsequia  quae nobis et apost sedi hactenus fideliter imprendisti et
imprendere sollicitis studiis non desistis, necnon probitatis ea virtutum merita quibus familiari experientia
te novimus insignitum exposcunt ut illa tibi libenter concedamus quae tibi conspicimus oppurtuna.
Vicente Beltrán de Heredia, Bulario de Salamanca, pp. 43-44.

## Arcediano de Cuéllar
En 1406 dirigió una súplica a Benedicto XIII solicitando dicho arcedianato, en la que hacía una relación de sus servicios en la Curia. El arcedianato había quedado vacante por muerte de Pedro Martín de Bobadilla, y Diego Fernández, canónigo de la iglesia de Segovia, disfrutaba entonces de los privilegios que el cargo suponía. Gómez González basaba su petición en que Diego Fernández había sido y era concubinario notorio y público, y por lo tanto, no podía acceder a tales derechos.
El 20 de enero de 1406, Benedicto XIII accedió a la petición de Gómez González y el 20 de enero del año siguiente (1407) el Papa expidió una bula fechada en Marsella por la cual le concedía el Arcedianato de Cuéllar. Una vez sabido por Diego Fernández, que contaba con el apoyo de Enrique III, abrió litigio contra González. Tras varias sentencias en las que el nuevo arcediano salió victorioso, la concesión fue reafirmada definitivamente por el obispo de Ostia en un documento firmado en Alcañiz el 26 de septiembre de 1411.

## Al servicio de Martín V

Escudo de Martín V

La elección del Papa Martín V el 8 de noviembre de 1417 puso fin al Cisma de Occidente, a pesar de que el antipapa Benedicto XIII desde su reclusión en Peñíscola, seguía titulándose papa. Pronto entró González al servicio del nuevo papa, quien al igual que su predecesor, le otorgó diversos beneficios, entre ellos un canonicato en Palencia, con fecha de 26 de enero de 1418.
Desde 1418 hasta 1420, nada se supo de su persona, e incluso fue dado por muerto Es probable que durante este periodo hiciera los estudios de cánones, disciplina en la que en 1422 figura como doctor. Se sabe que en 1420 residía en Florencia. Gómez González no había muerto, aún le esperaba llenar la etapa más fecunda de su vida.

## Regreso a Cuéllar

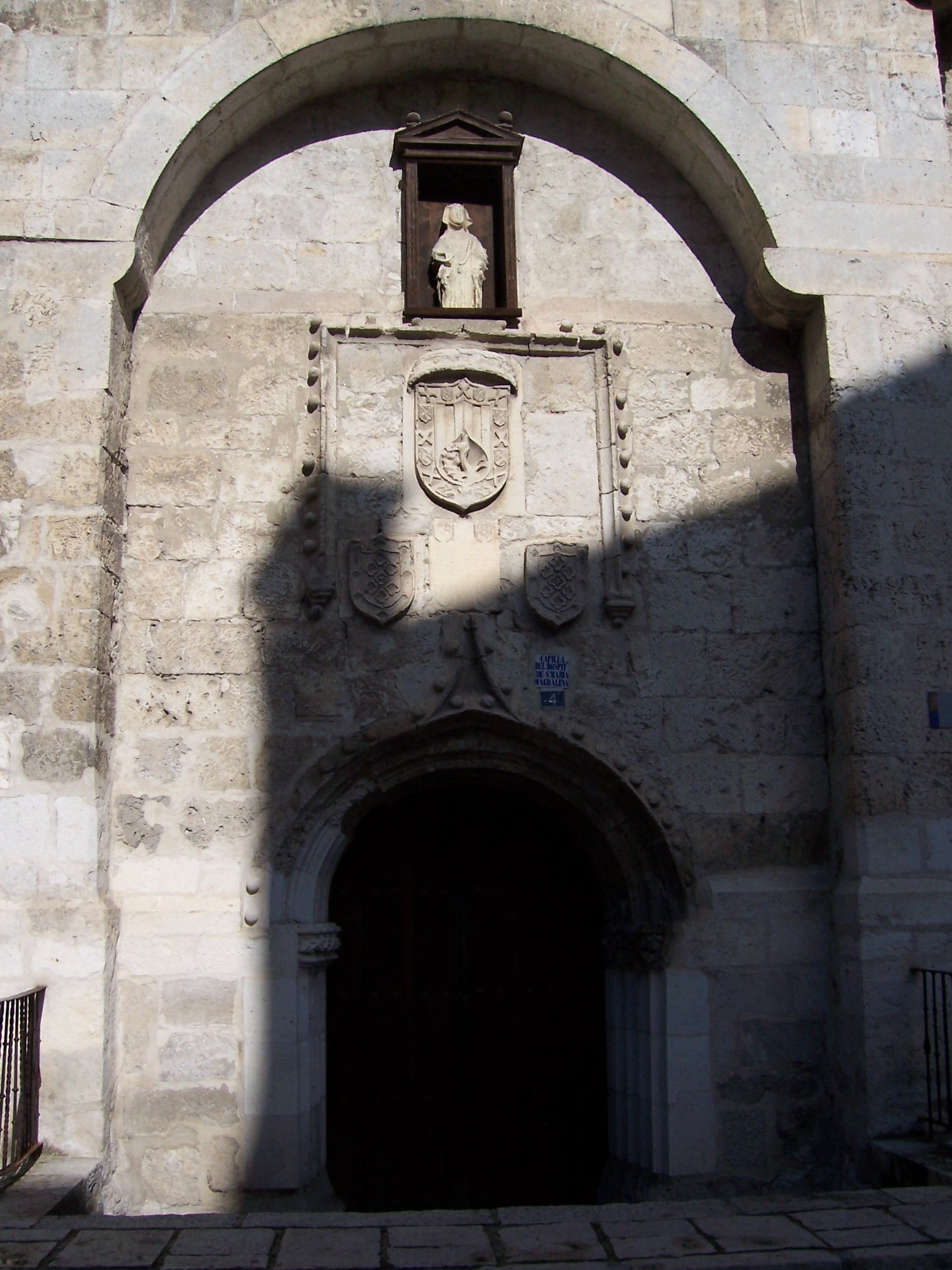
Portada del Hospital de la Magdalena

Hacia 1425 se trasladó a su ciudad natal para poner en marcha diversas instituciones benéficas.
Para ello empleó las rentas de los beneficios que había estado adquiriendo a lo largo de su carrera eclesiástica, entre ellos: el usufructo de unas casas en Segovia, beneficios en las iglesias de Segovia, Cartagena y Palencia; en la iglesia parroquial de Santa María de Manzanares de la diócesis de Toledo, el prestimonio de Malillos en la de León, el derecho al arcedianato de Cerrato en la de Palencia, o el arcedianato de Úbeda en la iglesia de Jaén (1422), entre otros.

### Fundaciones
Fundó en su villa natal dos de las instituciones más importantes que poseyó Cuéllar: el Estudio de Gramática y el Hospital de la Magdalena. Redactó él mismo los estatutos de sus fundaciones, residiendo aún en Palestrina, el 23 de julio de 1424.
En la introducción de los mismos, aparece como arcediano de Cuéllar, clérigo de la Cámara Apostólica y capellán del Papa.
Ambas instituciones pervivieron hasta el siglo XX. El Estudio en la actualidad es una Escuela de Adultos, en la que además se imparten otras enseñanzas; por su parte el Hospital, del que se conserva su espléndida capilla usada como sala de ensayos musicales y auditorio, está a la espera de que terminen sus obras para convertirse en albergue municipal.

## Fray Gómez de Cuéllar

### Monje Jerónimo
En el mes de marzo de 1431, a la edad de 50 años y con la satisfacción y tranquilidad de haber puesto en marcha sus fundaciones, ingresó como religioso en el Real Monasterio de Santa María de Guadalupe. No había conseguido otro de sus sueños, la fundación de un monasterio Jerónimo en Cuéllar, pero nadie pudo impedir que él mismo profesara en uno de ellos.

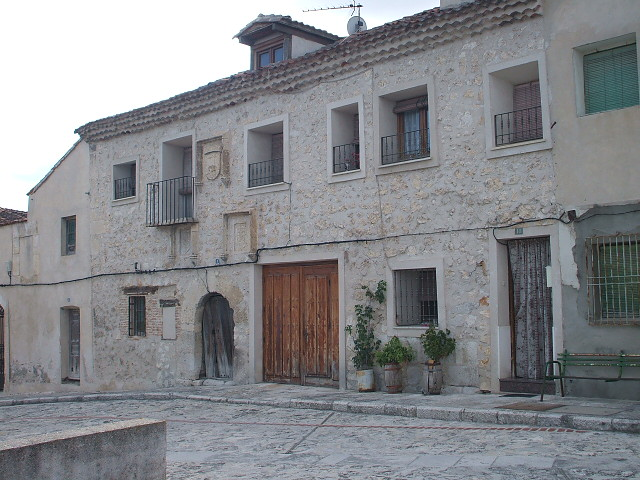
Fachada del Estudio de Gramática

Pero no duró mucho su estancia en aquel, y tras recibir quejas de la administración de sus fundaciones (llevada por una cofradía que él había establecido, Cofradía de Santa María Magdalena), abandonó Guadalupe para residir en la Armedilla, también Jerónimo. Se encontraba de nuevo en Cuéllar el 8 de abril de 1437, intentando arreglar los problemas surgidos con la administración, que encargó esta vez a los monjes de la Armedilla, sin obtener mejoría con el cambio. Nuevamente nombró administradores, esta vez a la Justicia y Regimiento de Cuéllar, el 5 de septiembre de 1438.
Aceptada la administración del Hospital y Estudio por parte del Concejo de la Villa, Gómez debió residir algún tiempo en Cuéllar. El 26 de noviembre de 1438 conseguía de Lope de Barrientos, Obispo de Segovia, la erección de un altar en honor de San Nicolás en la capilla del Hospital y cuarenta días de indulgencia a quienes ayudaran con sus limosnas a dicho centro y a los pobres del mismo.

### Monje Cartujo
Su vocación era el claustro, y no volvió ni a Guadalupe ni a la Armedilla. Esta vez se retiró al Monasterio de Santa María de El Paular, de monjes cartujos, y ya aparece como novicio en 1439. Fue un cambio importante para la última etapa de su vida, cuando contaba con sesenta años. Esta nueva vida, austera, llena de soledad, silenciosa y fría fue la última etapa de su vida.

## Muerte
Tras obtener la confirmación pontificia en favor del Concejo de Cuéllar en 1443 bajo la supervisión del Monasterio del Paular, y establecer nuevas determinaciones sobre sus fundaciones, se dedicó también a la ampliación de los estatutos fundacionales.
Se desconoce la fecha exacta de su muerte, que debió acaecer entre el 26 de septiembre de 1443 y el 28 de julio de 1445. En la primera fecha el Monasterio del Paular acepta la supervisión de la administración del Hospital y el Estudio, cuando aún estaba vivo, y en la segunda ya había fallecido.